# 干鯛眞信
干鯛 眞信（ひだい まさのぶ、1940年 - 2023年4月5日、83才）は、日本の化学者、東京大学名誉教授。専門は有機金属化学、生物無機化学、窒素固定であり、特に、窒素分子が錯体に配位した窒素錯体、硫黄架橋多核錯体。工学博士。兵庫県出身。

## 来歴
- 1940年 - 神戸市出身
- 1968年 - 東京大学大学院工学系研究科博士課程修了、工学博士
- 1986年 - 東京大学工学部教授就任
- 2000年3月 - 東京大学定年退官
- 2000年4月 - 東京理科大学基礎工学部教授就任
- 2002年 - 東京理科大学ナノサイエンス・テクノロジー研究センター長
- 2006年3月 - 東京理科大学退職。
- 2023年4月5日 - 逝去
- 2023年4月8日 - 東京都練馬区の三宝寺で告別式

## 受賞歴
- 第22回進歩賞（昭和47年度）[1]
- 第48回日本化学会賞（平成7年度）[1]

## 門下生
- 西林仁昭　干鯛眞信教授が東京大学工学部を定年退官したときの助手[2]
- 溝部裕司　2010年3月11日逝去
- 石井洋一　中央大学理工学部教授
- 桑田繁樹　立命館大学生命科学部教授[3]

## 主な著書
- 「均一触媒と不均一触媒入門」（市川勝と共著、丸善、1983）[4]
- 「現代有機化学の基礎」（石井洋一と共著、昭晃堂、1989）
- 「窒素固定の科学－化学と生物学からの挑戦」（裳華房、2014）[5]